# Piëtisme (kerkgeschiedenis)
Piëtisme was een vroomheidsbeweging in de Lutherse Kerk, die van de late 17e eeuw tot midden 18e eeuw haar grootste bloei kende.

## Geschiedenis
Voorlopers van de piëtisten bekritiseerden de formele verwetenschappelijkte theologie van de Lutherse Kerk en bepleitten een heropleving van een praktisch en vroom christendom. Onder hen waren de mysticus Jakob Böhme (Behmen), de stichtelijke schrijver Johann Arndt, Heinrich Müller, Johann Valentin Andreae, de hofkapelaan van de landgraven van Hessen; Johann Balthasar Schuppius, die tot doel had om aan de Bijbel zijn plaats in de preekstoel te herstellen en Theophil Großgebauer († 1661).
Als grondlegger van de beweging wordt Philipp Jakob Spener beschouwd, die de lutherse nadruk op Bijbelse doctrine combineerde met de Hervormde tendens van het krachtige christelijke leven. In 1675 publiceerde Spener zijn Pia desideria of Ernstige Wensen voor een Hervorming van de Ware Evangelische Kerk. In deze publicatie deed hij zes voorstellen om de Kerk te hervormen:
1. de ernstige en grondige studie van de Bijbel in particuliere bijeenkomsten, de ecclesiolae in ecclesia (letterlijk: kerkjes in de kerk);
2. iedere christen heeft een ambt, een taak in de kerk ("algemeen priesterschap der gelovigen");
3. de kennis van christendom moet in de praktijk worden toegepast;
4. heterodoxen en ongelovigen moeten niet worden bestreden met bittere aanvallen of uitleg van de ware leer, maar vriendelijk bejegend;
5. in de theologische opleiding aan de universiteiten, moet meer aandacht besteed worden aan de praktijk van het godsdienstige leven;
6. de prediking moet praktisch en minder dogmatisch zijn.

Dit werk veroorzaakte een grote schokgolf in heel Duitsland en hoewel veel orthodoxe lutherse theologen en pastors zich diep beledigd voelden door het boek van Spener vond een groot aantal predikanten dat zijn klachten en zijn eisen doeltreffend beargumenteerd waren. Zij stemden vaak in met zijn plannen.
Spener stierf in 1705. Hierna werd August Hermann Francke de leidende persoonlijkheid in het Piëtisme, dat aanhang kreeg binnen de meeste lutherse kerken in Europa.

## Achtergrond
De Lutherse Kerk was door Melanchthons poging om het evangelische geloof als doctrinair systeem te construeren in de 17e eeuw een verbindende theologische en sacramentaire instelling geworden, waar orthodoxe theologen zoals Johann Gerhard van de universiteit Jena (gestorven in 1637) met haast absolutistische macht de lutherse leerstellingen handhaafden. In reactie op de natuurwetenschappelijke kritiek op de theologie, werd deze verwetenschappelijkt. 
De dogmatische formules van de Lutherse Kerk hadden haast de plaats ingenomen die Luther zelf alleen aan de Bijbel had toegewezen. Vooral de geloofsformules werden bestudeerd en gepredikt, terwijl de Bijbel als bron voor een vroom leven minder belangrijk werd. In plaats van het bepleiten van het priesterschap van alle gelovigen, hadden lutherse pastors zich tot een hiërarchie gevormd, terwijl zij het praktisch pastoraal werk veronachtzaamden. 
Binnen het Nederlandse gereformeerde protestantisme had de invloed van Johannes Calvijn ervoor gezorgd dat naast de theologie ook veel aandacht werd gegeven aan de christelijke ethiek. In theologische termen: waar het lutheranisme vrijwel alleen aandacht gaf aan het dogma van de rechtvaardiging door het geloof alleen, hadden calvinisten ook veel aandacht voor de heiliging en de vorming van een christelijke gemeenschap. De presbyteriaanse organisatie van de kerk gaf de mensen een aandeel in het kerkelijk leven dat lutheranen minder hadden, maar het neigde tot een legalisme dat de christelijke vrijheid in gevaar bracht en zelfoprechtheid bevorderde.

## Vergelijkbare vroomheidsbewegingen

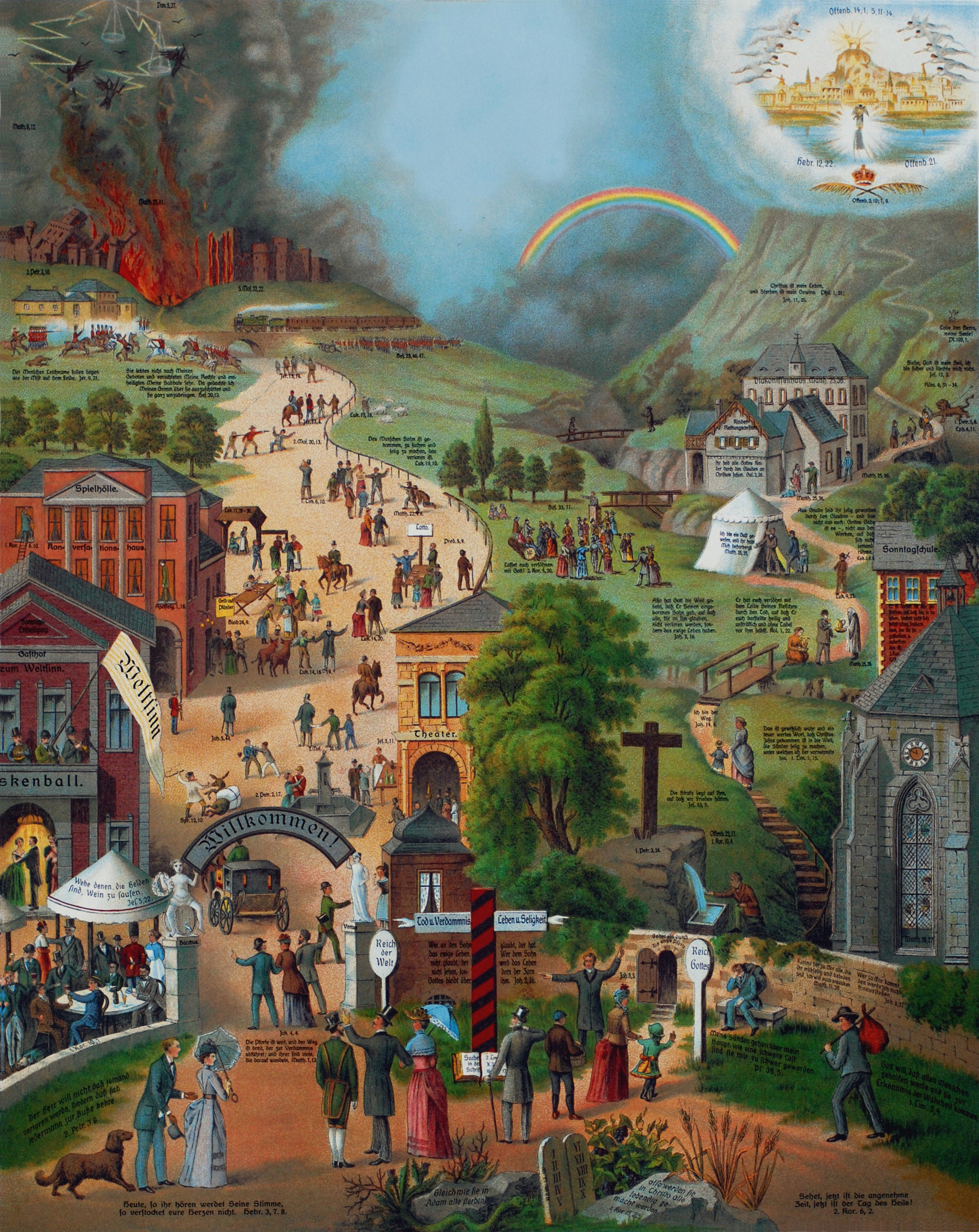
De Brede en de Smalle Weg, een populair Duitse Piëtistische afbeelding, 1866, naar Mattheüs 7:13

In de niet-lutherse protestantse kerken in Nederland en Engeland zijn in de 17e en 18e eeuw vergelijkbare vroomheidsbewegingen aan te wijzen. In de Nederlandse gereformeerde kerk van de 17e en 18e eeuw heette deze beweging de Nadere Reformatie, die nog steeds veel gezag heeft bij de bevindelijk gereformeerden. In Engeland kende men het Puritanisme.
De Franse, katholieke, versie van deze beweging is het quiëtisme, dat een innerlijke rust voorstaat, een mysticisme dat men vindt in de individuele dialoog met God, zonder bemiddeling van sacramenten. Onder de quiëtisten vindt men Fénelon of de eerste directrice van Saint-Cyr, Madame de Brinon. Deze beweging werd heftig bestreden door Bossuet.
In de 19e eeuw ontstond er in delen van Europa een nieuwe opleving van het piëtisme, die wordt aangeduid als de Erweckungsbewegung (opwekkingsbeweging). De evangelicalen in Noord-Amerika worden eveneens soms gekenschetst als een piëtistische beweging.

## Kritiek
De naam van piëtisten werd door tegenstanders gegeven aan de aanhangers van de beweging als spottende benaming, net als die van „methodisten“ later in Engeland. 
Kritiek op het piëtisme betreft vooral het verwijt, dat de gelovigen zich te zeer terugtrekken in zichzelf om zich op hun persoonlijke heil te concentreren en daardoor geen maatschappelijke verantwoordelijkheid meer op zich zouden nemen. 